# О-де-Сен
О-де-Сен (фр. Hauts-de-Seine, іноді перекладається Верхів'я Сени або Верхня Сена) — невеликий за площею, але густонаселений департамент на півночі центральної частини Франції, на захід від Парижа; один з департаментів регіону Іль-де-Франс.
Порядковий номер 92. Адміністративний центр — Нантер. Населення 1,429 млн осіб (6-е місце серед департаментів, дані 1999 р.).

## Географія
Площа — 176 км². Через департамент протікає річка Сена. Департамент має у своєму складі 3 округи, 45 кантонів і 36 комун.

## Історія
Департамент О-де-Сен був утворений в 1968 р. і включив частини території колишніх департаментів Сена та Сена і Уаза. Серед іншого тут розташований знаменитий діловий район Парижа Дефанс та фешенебельний квартал острова Гранд Жатт.

## Склад
Департамент включає в себе 3 округи:
| Округ          | Площа, км² | Населення, осіб | Рік  | Адміністративний центр | Кількість кантонів | Кількість муніципалітетів |
| -------------- | ---------- | --------------- | ---- | ---------------------- | ------------------ | ------------------------- |
| Антоні         | 49,00      | 406631          | 2007 | Антоні                 | 12                 | 12                        |
| Булонь-Біянкур | 46,00      | 310848          | 2007 | Булонь-Біянкур         | 9                  | 9                         |
| Нантер         | 81,00      | 826932          | 2007 | Нантер                 | 24                 | 15                        |

## Населені пункти
Найбільші населені пункти округу з населенням понад 10 тисяч осіб:
| Муніципалітет      | Населення, осіб | Рік  | Округ          |
| ------------------ | --------------- | ---- | -------------- |
| Булонь-Біянкур     | 111045          | 2007 | Булонь-Біянкур |
| Нантер             | 88875           | 2007 | Нантер         |
| Курбевуа           | 84974           | 2007 | Нантер         |
| Коломб             | 82552           | 2007 | Нантер         |
| Аньєр-сюр-Сен      | 82056           | 2007 | Нантер         |
| Рюей-Мальмезон     | 78145           | 2007 | Нантер         |
| Леваллуа-Перре     | 63225           | 2007 | Нантер         |
| Іссі-ле-Муліно     | 63044           | 2010 | Булонь-Біянкур |
| Антоні             | 61761           | 2007 | Антоні         |
| Неї-сюр-Сен        | 60454           | 2007 | Нантер         |
| Кліші              | 58646           | 2007 | Нантер         |
| Кламар             | 51000           | 2007 | Антоні         |
| Монруж             | 46500           | 2007 | Антоні         |
| Медон              | 44873           | 2007 | Булонь-Біянкур |
| Сюрен              | 44738           | 2007 | Нантер         |
| Пюто               | 43994           | 2007 | Нантер         |
| Женнвільє          | 41960           | 2007 | Нантер         |
| Баньє              | 38592           | 2007 | Антоні         |
| Шатійон            | 32609           | 2007 | Антоні         |
| Шатене-Малабрі     | 31946           | 2007 | Антоні         |
| Малакофф           | 30735           | 2007 | Антоні         |
| Сен-Клу            | 29542           | 2007 | Булонь-Біянкур |
| Буа-Коломб         | 27600           | 2007 | Нантер         |
| Ла-Гаренн-Коломб   | 27001           | 2007 | Нантер         |
| Ванв               | 26886           | 2007 | Антоні         |
| Вільнев-ла-Гаренн  | 24516           | 2007 | Нантер         |
| Фонтене-о-Роз      | 24066           | 2007 | Антоні         |
| Ле-Плессі-Робенсон | 23242           | 2007 | Антоні         |
| Севр               | 23174           | 2007 | Булонь-Біянкур |
| Со                 | 19679           | 2007 | Антоні         |
| Бур-ла-Рен         | 19615           | 2007 | Антоні         |
| Шавіль             | 18576           | 2007 | Булонь-Біянкур |
| Гарш               | 18196           | 2007 | Нантер         |
| Віль-д'Авре        | 10956           | 2007 | Булонь-Біянкур |